# The Complete U2
The Complete U2 jest cyfrowym box setem rockowego zespołu U2. Od 23 listopada 2004 roku był dostępny w iTunes Store. Był to pierwszy box set w historii dostępny online. Zawierał komplet albumów, 446 piosenek - singli, utworów nieznanych oraz tych w wersjach live, a także wcześniej niepublikowane materiały - od 1974 do 2004 roku. Cena detaliczna wynosiła 149.99$, jednak każdy kto zakupił iPoda pochodzącego ze specjalnej edycji U2, otrzymywał kupon o wartości 50$. Box set został wydany dzień po ukazaniu się jedenastego albumu grupy, How to Dismantle an Atomic Bomb.

## Lista utworów
Po więcej informacji na temat większości wydawnictw grupy udaj się do dyskografii U2.
Poniższe albumy są tylko oficjalnymi, dostępnymi na box secie "The Complete U2".

### Early Demos
To EP zespołu składające się z trzech utworów w wersji demo.

### Live from Boston 1981
To album nagrany na żywo w bostońskim Paradise Theatre.

### Live from the Point Depot
To pierwsze oficjalne wydawnictwo bootlegowe grupy z koncertu w trakcie nocy sylwestrowej, w dublińskim Point Depot, w 1989 roku.

### Unreleased & Rare
To kompilacja wcześniej niewydanych oraz nieznanych utworów zespołu.